# Arachnothryx michoacana
Arachnothryx michoacana är en måreväxtart som beskrevs av Attila L. Borhidi. Arachnothryx michoacana ingår i släktet Arachnothryx och familjen måreväxter. Inga underarter finns listade i Catalogue of Life.